# Roi Wen de Chu
Le Roi Wen de Chu (chinois : 楚文王 ; pinyin : Chǔ Wén Wáng), (???-677 av. J.C), est le second Roi de l'état de Chu. Il règne de 689 a 677 av J.C., au début de la Période des Printemps et Automnes, de l'histoire de la Chine. Son nom de naissance est Xiong Zi (chinois : 熊貲), "Roi Wen" étant son nom posthume.
Le roi Wen monte sur le trône après la mort de son père, le Roi Wu de Chu, qui survient en 690 avant J.-C., lors d'une expédition punitive contre l'État de Sui (en). Il règne durant treize ans et a en tout trois enfants, dont Xiong Jian (chinois traditionnel : 熊艱) et Xiong Yun (chinois traditionnel : 熊惲). 
Il meurt en 677 et c'est son fils  Xiong Jian, plus connu sous son nom posthume de Du'ao, qui lui succède.